# Ait Mazigh

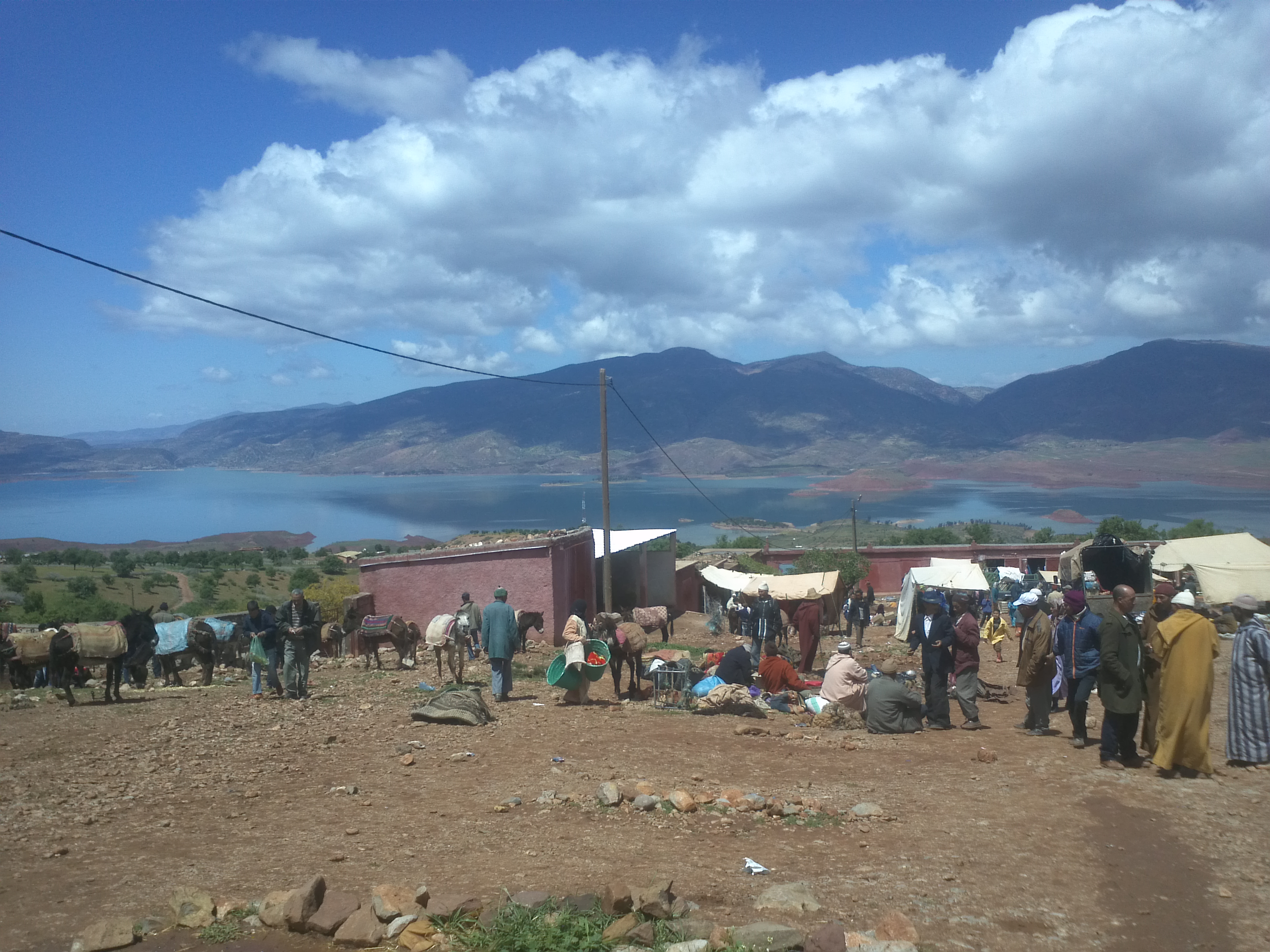
Ait Mazigh.

Ait Mazigh (en àrab آيت مزيغ, Āyt Mazīḡ; en amazic ⴰⵢⵜ ⵎⴰⵣⵉⵖ) és una comuna rural de la província d'Azilal, a la regió de Béni Mellal-Khénifra, al Marroc. Segons el cens de 2014 tenia una població total de 3.330 persones.